# Saint-Corneille
Saint-Corneille és un municipi francès situat al departament del Sarthe i a la regió de País del Loira. L'any 2007 tenia 1.026 habitants.

## Demografia

### Població
El 2007 la població de fet de Saint-Corneille era de 1.026 persones. Hi havia 377 famílies de les quals 61 eren unipersonals (37 homes vivint sols i 24 dones vivint soles), 134 parelles sense fills, 174 parelles amb fills i 8 famílies monoparentals amb fills.
La població ha evolucionat segons el següent gràfic:
Habitants censats

### Habitatges
El 2007 hi havia 413 habitatges, 384 eren l'habitatge principal de la família, 5 eren segones residències i 24 estaven desocupats. 408 eren cases i 2 eren apartaments. Dels 384 habitatges principals, 291 estaven ocupats pels seus propietaris, 90 estaven llogats i ocupats pels llogaters i 3 estaven cedits a títol gratuït; 2 tenien una cambra, 16 en tenien dues, 47 en tenien tres, 108 en tenien quatre i 211 en tenien cinc o més. 331 habitatges disposaven pel capbaix d'una plaça de pàrquing. A 136 habitatges hi havia un automòbil i a 227 n'hi havia dos o més.

### Piràmide de població
La piràmide de població per edats i sexe el 2009 era:
| Homes | Edats   | Dones |
| ----- | ------- | ----- |
| 0     | 95 o +  | 0     |
| 0     | 90 a 94 | 0     |
| 12    | 85 a 89 | 8     |
| 0     | 80 a 84 | 8     |
| 12    | 75 a 79 | 12    |
| 12    | 70 a 74 | 16    |
| 8     | 65 a 69 | 8     |
| 16    | 60 a 64 | 8     |
| 12    | 55 a 59 | 20    |
| 32    | 50 a 54 | 36    |
| 32    | 45 a 49 | 32    |
| 28    | 40 a 44 | 20    |
| 20    | 35 a 39 | 24    |
| 56    | 30 a 34 | 48    |
| 36    | 25 a 29 | 44    |
| 24    | 20 a 24 | 16    |
| 32    | 15 a 19 | 24    |
| 24    | 10 a 14 | 32    |
| 32    | 5 a 9   | 32    |
| 28    | 0 a 4   | 44    |

## Economia
El 2007 la població en edat de treballar era de 645 persones, 528 eren actives i 117 eren inactives. De les 528 persones actives 501 estaven ocupades (268 homes i 233 dones) i 27 estaven aturades (13 homes i 14 dones). De les 117 persones inactives 49 estaven jubilades, 33 estaven estudiant i 35 estaven classificades com a «altres inactius».

### Ingressos
El 2009 a Saint-Corneille hi havia 392 unitats fiscals que integraven 1.073,5 persones, la mediana anual d'ingressos fiscals per persona era de 18.004 €.

### Activitats econòmiques
Dels 21 establiments que hi havia el 2007, 1 era d'una empresa alimentària, 7 d'empreses de construcció, 3 d'empreses de comerç i reparació d'automòbils, 1 d'una empresa de transport, 3 d'empreses d'hostatgeria i restauració, 1 d'una empresa immobiliària, 2 d'empreses de serveis i 3 d'empreses classificades com a «altres activitats de serveis».
Dels 8 establiments de servei als particulars que hi havia el 2009, 1 era un guixaire pintor, 3 fusteries, 1 lampisteria, 1 electricista i 2 perruqueries.
Dels 2 establiments comercials que hi havia el 2009, 1 era una botiga de menys de 120 m² i 1 una fleca.
L'any 2000 a Saint-Corneille hi havia 27 explotacions agrícoles que ocupaven un total de 1.188 hectàrees.

## Equipaments sanitaris i escolars
El 2009 hi havia una escola elemental.

## Poblacions més properes
El següent diagrama mostra les poblacions més properes.